# Los Nikis
Los Nikis est un groupe de pop punk espagnol, originaire d'Algete. Rattaché à la movida, il est actif entre 1981 et 1998.

## Biographie
Le seul membre de Los Nikis est Joaquín Rodríguez, fondateur du groupe Los Acusicas rejoint par Mauro Canut (Los Vegetales).
Après la dissolution de Los Nikis, d'autres groupes se réclament du pop punk dans la même veine, comme Airbag, F.A.N.T.A., Depressing Claim, No Picky, Shock Treatment, et D.D.T.
Le 30 septembre 2011, Los Nikis se réunissent pour un bref concert aux côtés d'Airbag. Joaquín, Emilio et Arturo s'associeront à Airbag pour l'album Manual de Montaña Rusa sur le morceau Opencor.

## Discographie
- La Amenaza amarilla (EP)
- Sangre en el museo de cera (EP)
- Olaf, el vikingo (EP)
- El imperio contraataca (Single)
- Marines a pleno sol
- Brutus (single)
- Submarines a pleno sol
- Los Nikis (compilation)
- La hormigonera asesina
- Mi chica se ha ido a Benidorm (compilation)
- Más de lo mismo